# クレレット・ブランシュ

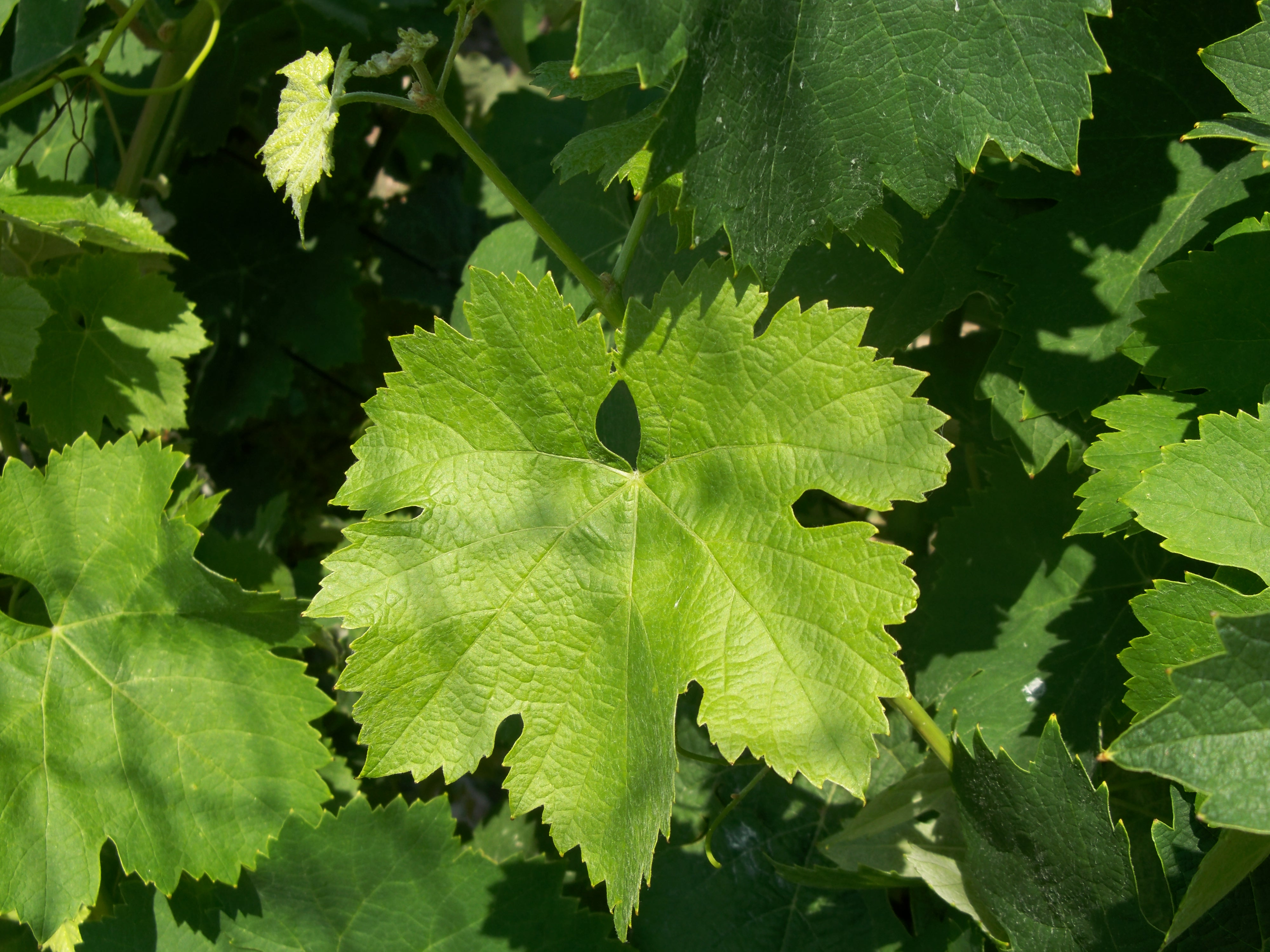
クレレットのブドウの葉

クレレット・ブランシュ (Clairette blanche)は、フランスのプロヴァンス、ローヌ、ラングドックのワイン地域で最も広く栽培されている白ワイン用ブドウ品種である。1990年代の終わりに、量は減少しているものの、フランスで栽培されたクレレット・ブランシュは3,000 ha (7,400エーカー)であった。
クレレット・ブランシュは、しばしばベルモットを作るために使用された。アルコール度が高く酸度が低いワインを生産するのに適しており、収穫されたワインが時には「ゆるんだ」と記述されるような、容易に酸化する傾向があるワインを産出する。これらの問題はピクプール・ブランのような高酸性品種と混合することによって時々部分的に克服された。南ローヌ、プロヴァンス、ラングドックの多くのAOC名称に使用できる。クレレット・ド・ベルガルドとクレレット・デュ・ラングドッグの白ワインはクレレット・ブランシュから作られ、クレレット･ドゥ･ディのスパークリングワインはミュスカ・ブラン・ア・プティ・グランも含んでいる。クレレット・ブランシュは、ラングドックのブレンドされた白のヴァン・ド・ペイで頻繁に使用される。
クレレット・ブランシュはシャトーヌフ・デュ・パプのアペラシオンで認められた13種類のブドウ品種のうちの1つである。2004年にはアペラシオンのブドウ畑の2.5％にクレレット・ブランシュが栽培され、シャトーヌフ・デュ・パプで最も一般的な白の品種で、グルナッシュ・ブランよりもやや上である。
フランス外では、南アフリカでスパークリングワインが作られ、オーストラリア、サルデーニャでも栽培されている。

## 別名
クレレット・ブランシュは以下に示す別名でも呼ばれている。
AG Cleret, AG Kleret, Blanc Laffite, Blanket, Blanquette, Blanquette De Limoux, Blanquette du Midi, Blanquette Velue, Bon Afrara, Bou Afrara, Branquete, Cibade, Clairette, Clairette d'Aspiran, Clairette De Limoux, Clairette De Trans, Clairette Pointue, Clairette Pounchoudo, Clairette verte, Clarette, Clerette, Colle Musquette, Cotticour, Feher Clairette, Feher Kleret, Gaillard blanc, Granolata, Klaretto bianko, Kleret, Kleret Belyi, Kleret de Limu, Muscade, Osianka, Ousianka, Ovsyaika, Ovsyanka, Petit blanc, Petit Kleret, Petite Clairette, Poupe De Gate, Pti Blan d'Obena, Seidentraube, Shalos Zolotistyi, Uva Gijona, Vivsianka, Vivsyanca, Vivsyanka.
クレレットはまた、ブールブランやユニ・ブランを含む他のブドウ品種の別名と同名で呼ばれることがある。